# Заєць щетинистий
Заєць щетинистий (лат. Caprolagus hispidus) — вид зайцеподібних ссавців родини зайцеві (Leporidae), якого виділяють у монотиповий рід Caprolagus.

## Розповсюдження
Країни поширення: Бангладеш, Індія (Ассам, Біхар, Уттар-Прадеш, Західна Бенгалія), Непал. Проживає на висотах від 100—250 м. Населяє високотравні луки.

## Опис
Шерсть жорстка, вуха короткі. Хутро темно-коричневе на спині через суміші чорних і коричневих волосків; коричневе на грудях і білувате на череві. Хвіст коричневий, приблизно 30 мм завдовжки. Голова й тіло завдовжки 38–50 см. Вага — приблизно 2,5 кг.

## Спосіб життя
Для виду характерна сутінкова поведінка. Споживає трави й корені.

## Розмноження
Обмежена інформація про відтворення вказує, що середній розмір виводку малий.

## Загрози та охорона
Основною загрозою є втрата середовища існування, викликана посяганнями сільського господарства, лісозаготівлею, боротьбою з повенями і поширенням людських жител.